# インドネシア鉄道CC202形ディーゼル機関車
CC202形ディーゼル機関車（シーシー202がたディーゼルきかんしゃ、インドネシア語：Lokomotif CC202）は、アメリカ合衆国のGM-EMDが設計し、同社のカナダの子会社であるGMDで製作されたクレタ・アピ・インドネシア（インドネシア鉄道会社、PT.KAI）向けの電気式ディーゼル機関車である。重量は108tあり、インドネシアの機関車としては最も重い。

## 概要
この機関車の設計は貨物列車の牽引に特化しており、スマトラ島南部で石炭の鉄道輸送に従事する姿が見られる。1986年から2009年にかけて48両が輸入され、タンジュンカラン機関区に配置されている。車軸配置はCo'Co'で、これは2台の台車にそれぞれ3つの動軸を有していることを意味している。
初期車15両が到着した当時はすぐに、石炭輸送列車に充当され、50から60両の石炭車を牽引したが、エンジンの都合により40両牽引に減らされた。主ディーゼル機関は16気筒のEMD 16-645Eである。このエンジンは1970年代前半から作られ、2011年に至るも顧客の需要に応じて細々と生産され続けるほど信頼性、耐久性が高い機関である。

## 製造数
1986年から現在までに、47両が運用されている。CC 202 90 01号機は、2012年に異常事態 (PLH) が発生したため、現在は廃車となっている。
1986年頃にゼネラルモーターズのエレクトロ・モーティブ部門（現在のプログレス・レール・ロコモティブズ）からPJKAによって最初に輸入され、一次車は15両であった。 1990年と 1995年 (新形式番号では 1993) に 18両が輸入され、2001年には4両、2002年には2両、そして最後に 2008年には9両が輸入された。到着当初は 50～60両編成でババランジャン号にすぐに投入されたが、時間が経つにつれてエンジンの耐久性上の理由から、定期列車は40両となっている。
インドネシア市場向けに48両が製造された。「Gapeka 2023」ダイヤ改正によると、南スマトラ地方のバラタラハン石炭貨物 (ババランジャン号) を中心に、様々な石炭貨物列車に使用されている。現在では、セメン・バトゥラジャ号とニラハン紙パルプ貨物の牽引に定期運行されており、時々、プルタミナの燃料輸送列車や旅客列車としても運行される。2019年12月1日より、CC202形の全車両はバンダルランプン市のタラハン機関区に配置された。
| 配置場所 | 配置場所 | 製造区分 | 車両番号             | 配置両数 |
| 機関区名 | 電報略号 | 製造区分 | 車両番号             | 配置両数 |
| -------- | -------- | -------- | -------------------- | -------- |
| タラハン | THN      | 一次車   | CC 202 86 01 - 86 15 | 47両     |
| タラハン | THN      | 二次車   | CC 202 90 02 - 90 15 | 47両     |
| タラハン | THN      | 三次車   | CC 202 93 01 - 93 03 | 47両     |
| タラハン | THN      | 四次車   | CC 202 01 01 - 01 04 | 47両     |
| タラハン | THN      | 四次車   | CC 202 02 01 - 02 02 | 47両     |
| タラハン | THN      | 五次車   | CC 202 08 01 - 08 09 | 47両     |

- CC202形の全車両は、2016年の運輸大臣規則PM第193号に基づいて、運転席側面に形式規則番号プレートを設置される。 2021年3月から、PJKA の塗装を使用している機関車を除き、バンパーに付けていた古い番号が撤去された。
- 全てCC202形は Perumka の塗装であるが、2020年から供用されたPT.KAIの新ロゴを使用している。CC 202 86 05、CC 202 90 03、CC 202 90 07号機は、全体が白い新しい KAI ロゴが付いている。一方、他の車両は文字「A」が青色になっている。
- CC 202 86 09号機は、エアコンを搭載した最初のCC202形である。以前は前面にWahana Daya Pertiwiのロゴが入ったPJKAの特徴的な黄緑色の塗装を使用されたが、2023年8月9日から、2020年から変更されたKAIの新ロゴが付いた特徴的な赤青の塗装に戻った。
- CC 202 90 02、CC 202 08 07号機は、前面に「Wahana Daya Pertiwi」のロゴが付いた PJKA の特徴的な黄緑色の塗装が施された。

## 車両概説

### エンジン
主エンジンは、EMD 645 シリーズの16-645E型を採用している。スーパーチャージャーまたはルーツブロワーとも呼ばれる16個のシリンダーが装備されている。ディーゼル機関車としてはインドネシアで唯一V16エンジンを搭載している。 EMD 645E シリーズは、EMD がこれまでに製造したエンジンの中で最も信頼性の高いエンジンの1つとして知られ、1965年から1983年まで生産され、その後も消費者の需要に応じて2011年まで少量生産が続けられた。そのため、16-645E型は、1996年にEMD 16-645E3ターボチャージャー付きエンジンを搭載したEMD SD40機関車が発売されて以来、EMDのベストセラーとなっている。
EMDは以前、1964年7月に16-645E3型エンジンを試験するために、EMDX 434をベースにしたSD40形ディーゼル機関車の試作車を製造した。2009年時点でEMD434試作機関車は、イリノイ・セントラル鉄道の6071号機としてモンティチェロ鉄道博物館に保存されている。 EMD 645E型エンジンは、CC202形の重連運転で48両のババランジャン号を最高速度 70 km/h で走行できることから耐久性が高い機関である。

## 事故
- 2008年8月16日、Jl.で停止中の Babaranjang BBR 4列車と S1 Limex Sriwijaya 列車の間で衝突が発生した。この事故により、非番の機関士と修復作業員1名を含む7名が死亡した。この事故の該当車両であるCC202 93 01号機と CC201 83 56号機は軽微な損傷を被った[5]。
- 2012年2月19日、CC202 90 01号機とCC 202 90 05号機が牽引するババランジャン号(KA 36-1列車)と、CC201 89 11号機が牽引するスカチンタ石炭貨物(KA2A列車）の間で衝突事故が発生した。この衝突でCC202 90 01号機が火災を起こし、CC201 89 11号機は大破となり、ともに廃車となった。両列車の運転手4人が死亡、列車技術者2人が負傷した。南スマトラ州、ルブクリンガウ・プラブムリ鉄道のニル・ペニムール間の区間で発生した。この場所は現在、エア・リマウ中間ブロックポスト変電所の場所となっている。事件後、2012年2月19日午前5時50分から翌日午前7時10分まで25時間20分にわたり道路封鎖が行われた[6]。
- 2016年3月1日、CC202 86 12号機、CC202 90 05号機、CC202 08 02号機に牽引されたババランジャン号(KA 3008列車)が、ルブク・ルカム駅 - ペニンジャワン駅間の262+151キロ地点で脱線した。先頭の機関車が脱線し、線路左側の斜面に衝突して地面を擦りながら、最終的に262+267キロ地点で停止した。24軸（3両18軸、オープン客車2両6軸）の脱線により、先頭の機関車に乗っていた運転助手が地面に埋もれて死亡した。脱線事故により、2016年3月1日午前2時40分から午後12時55分まで、10時間15分間、道路封鎖が発生した。脱線地点では、接合部で線路の頭部が14cm欠けており、破損していたこと、線路ウェブのフィッシュボルト穴で線路が破損していたことが発覚した[7]。
- 2017年6月20日、ケタパン駅の1番線に停車していたバイクとCC 202 90 14号機が、ケタパン駅構内でネガララトゥ方面に向かうCC 202 93 01号機に牽引されたババランジャン号（KA 3029B列車）に衝突された。この事故は、ケタパン信号係の疲労により KA 3029B列車が1番線に進入したために発生した。KA 3029Bの機関士はブレーキをかけようとしましたが、列車は停止できなかった。大型トラックとCC 202 90 14号機に衝突してようやく停止した。大型トラックに乗っていた3人の作業員のうち1人が2台の機関車に押しつぶされて死亡した。当初、3人の作業員は休憩を取り、トラックから商品を取り出していたところであった。トラックと列車3029B列車の距離が近づいていたため、犠牲者の1人は自力で助かることができませんでした。被害者は50メートル引きずられ、トラックは破壊され、CC 202 90 14号機とCC 202 93 01号機の前面が軽微な損傷を受けた[8][9]。

## ギャラリー

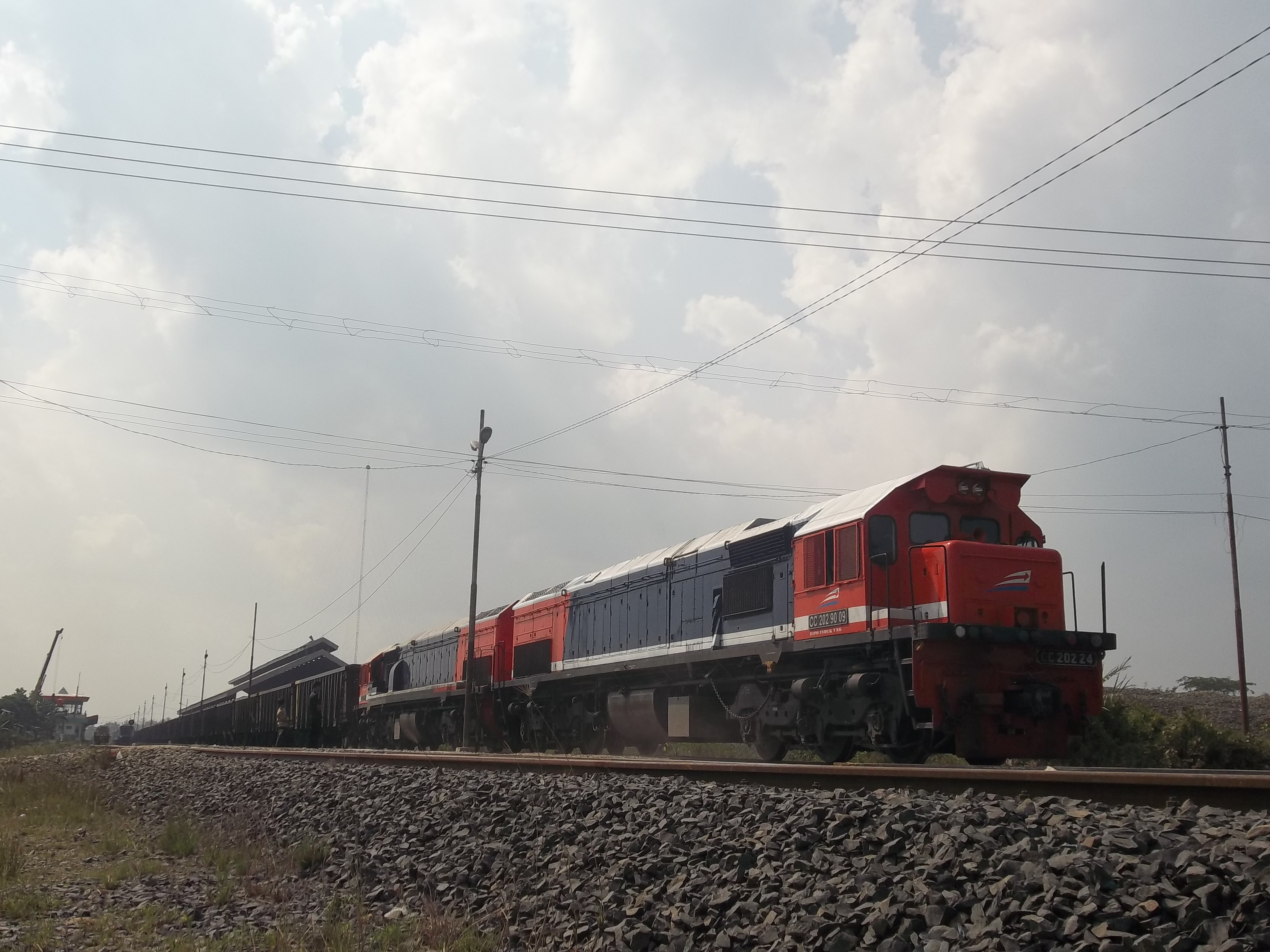
ババランジャン貨物を牽引するCC202形
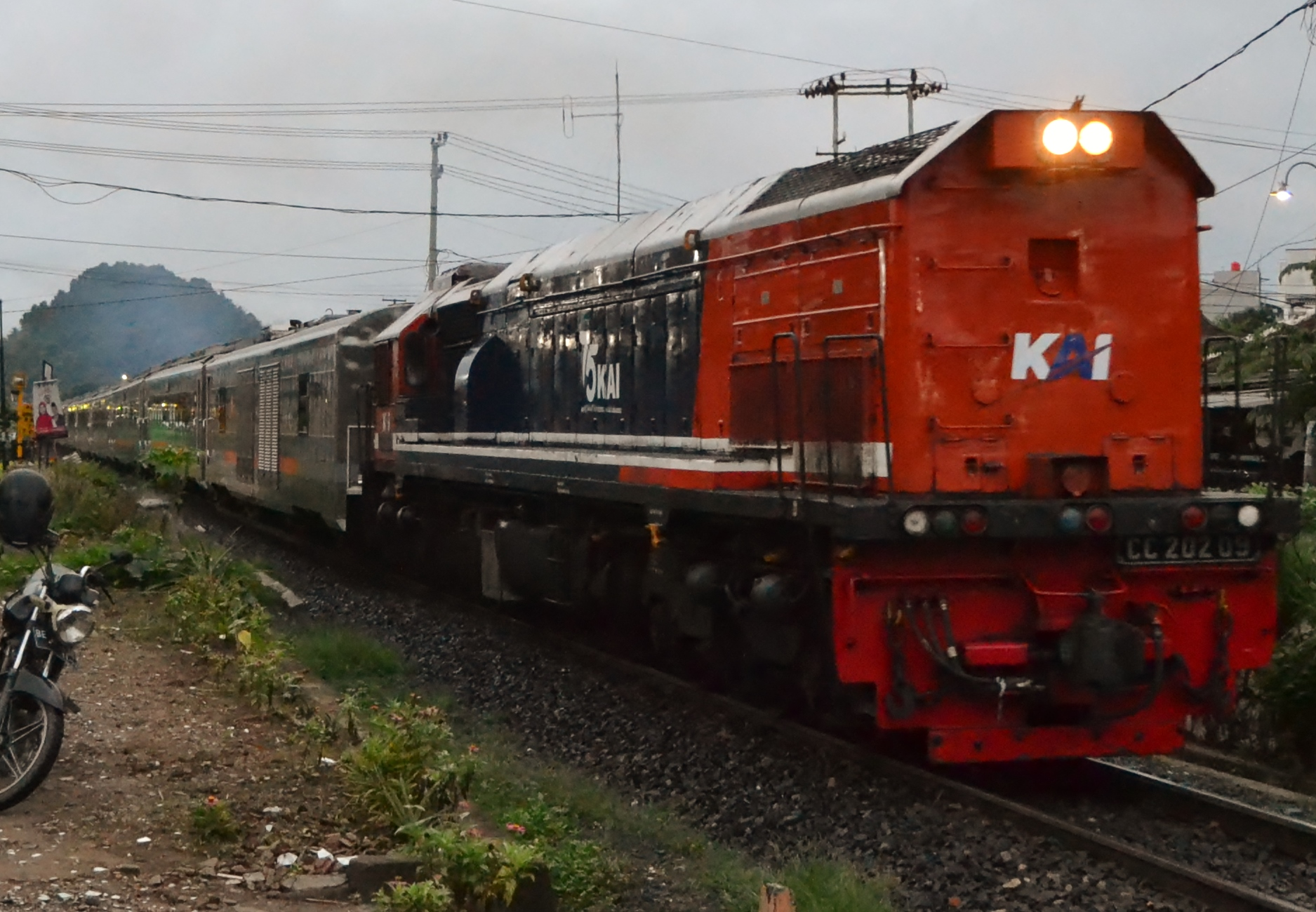
KLB TNIを牽引するCC202 86 09号機は、PJKAの塗装に塗り替えられるにエアコンが設置された最初のCC 202形である。
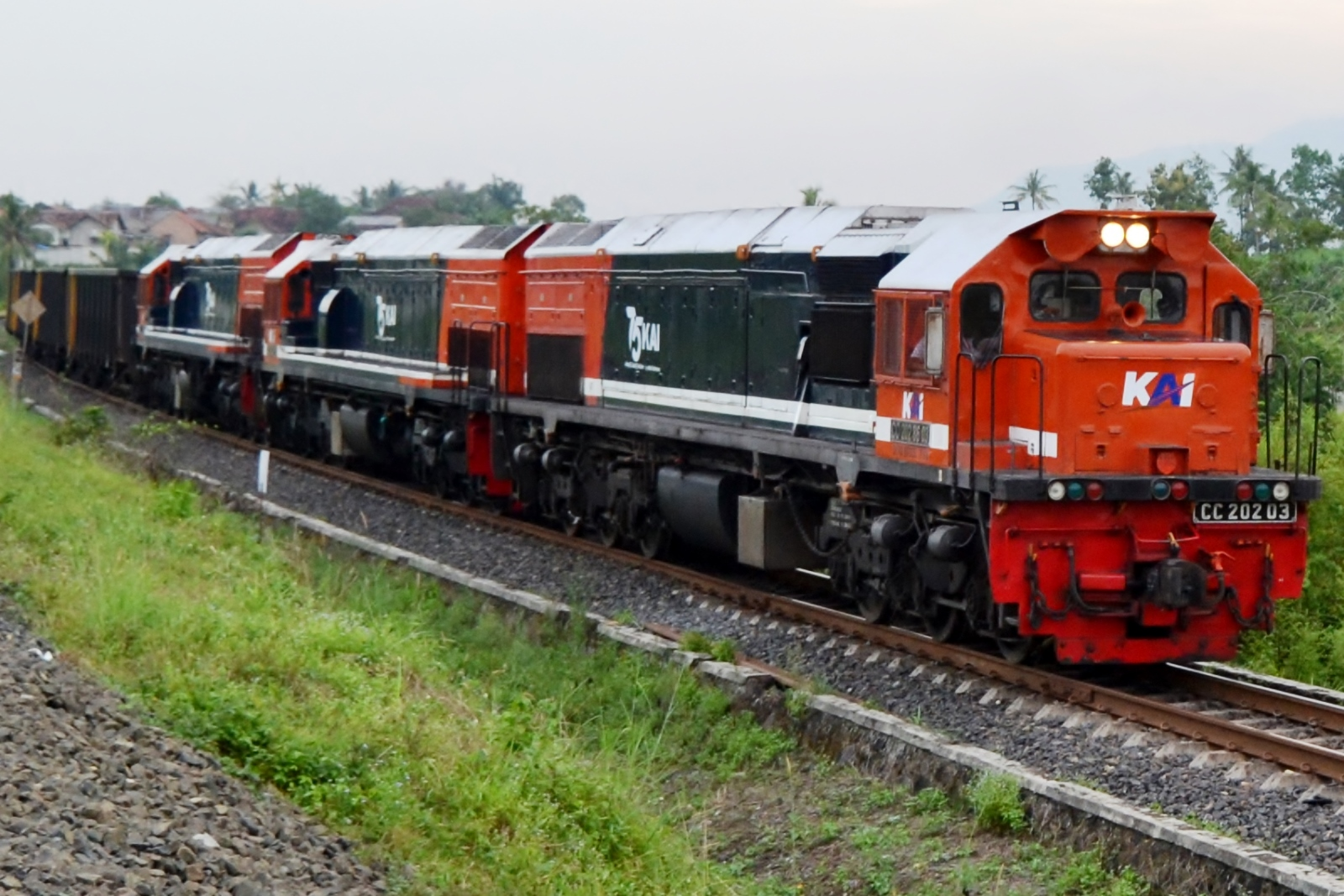
2020年版新ロゴとKAI創立75周年記念ステッカーが貼られたCC202 86 03号機
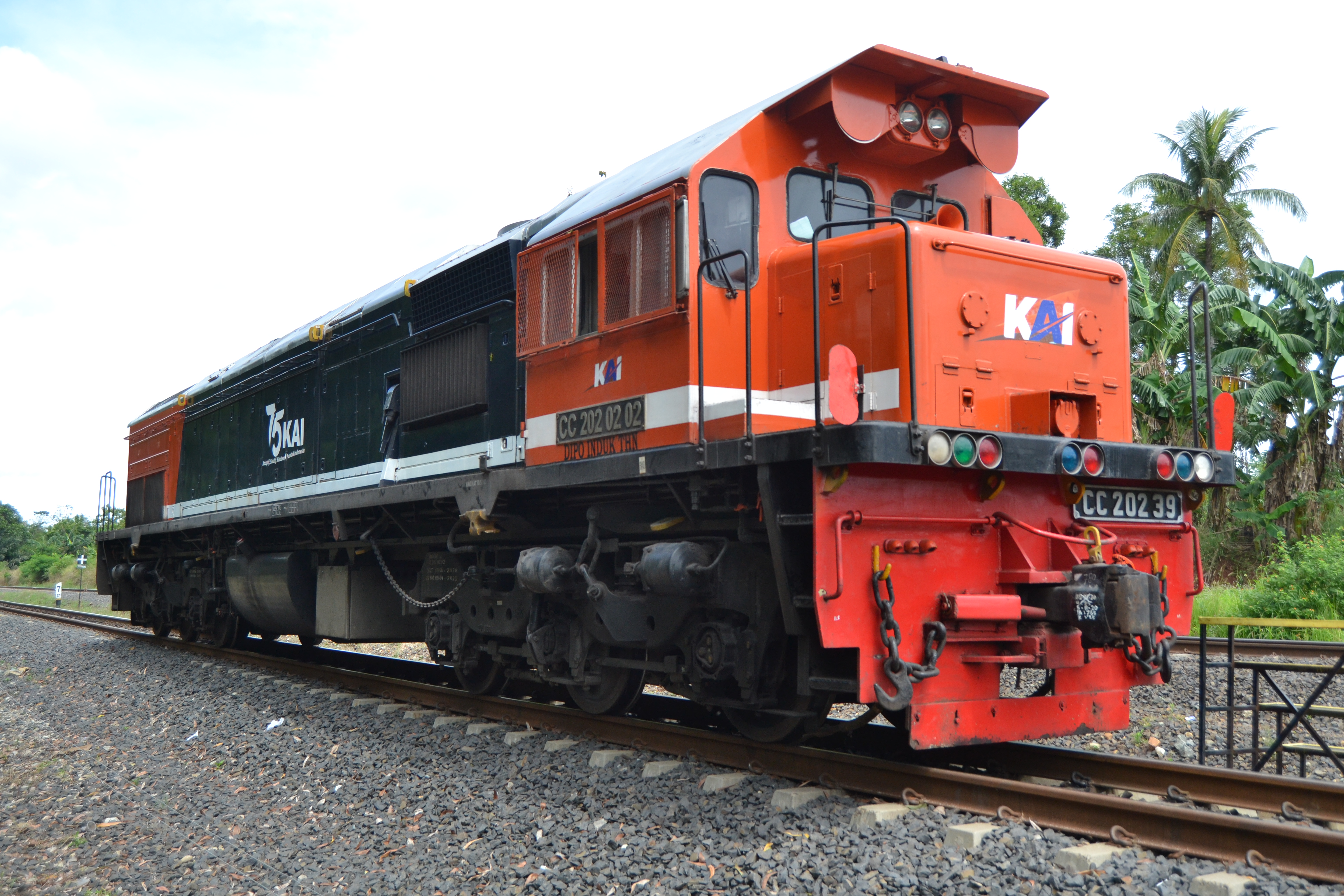
2020年版新ロゴとKAI創立75周年記念ステッカーが貼られたCC202 02 02号機
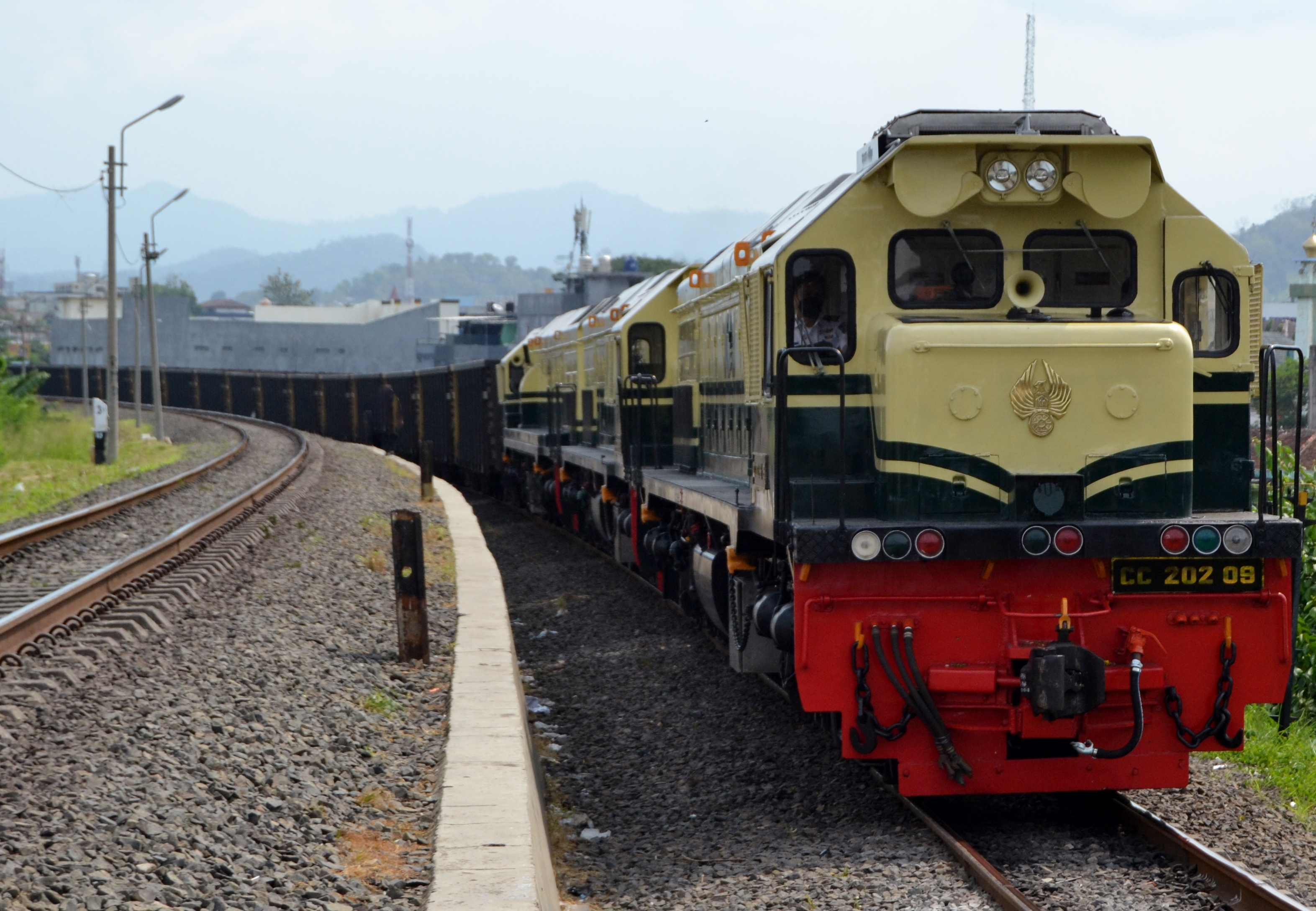
PJKA復刻塗装車であるCC202 86 09号機, CC202 90 02号機, CC202 08 07号機
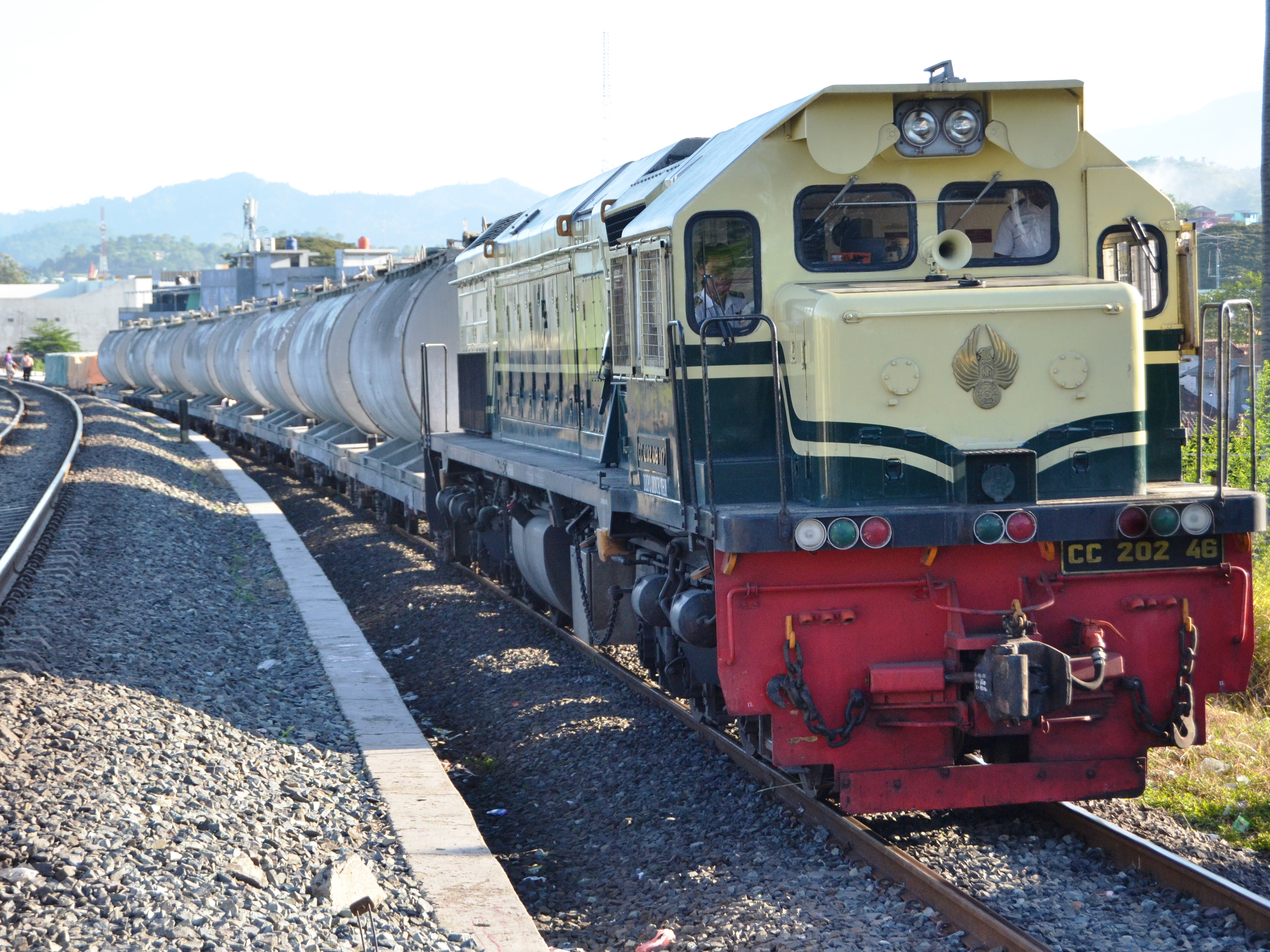
CC202 08 07号機（PJKA復刻塗装車）
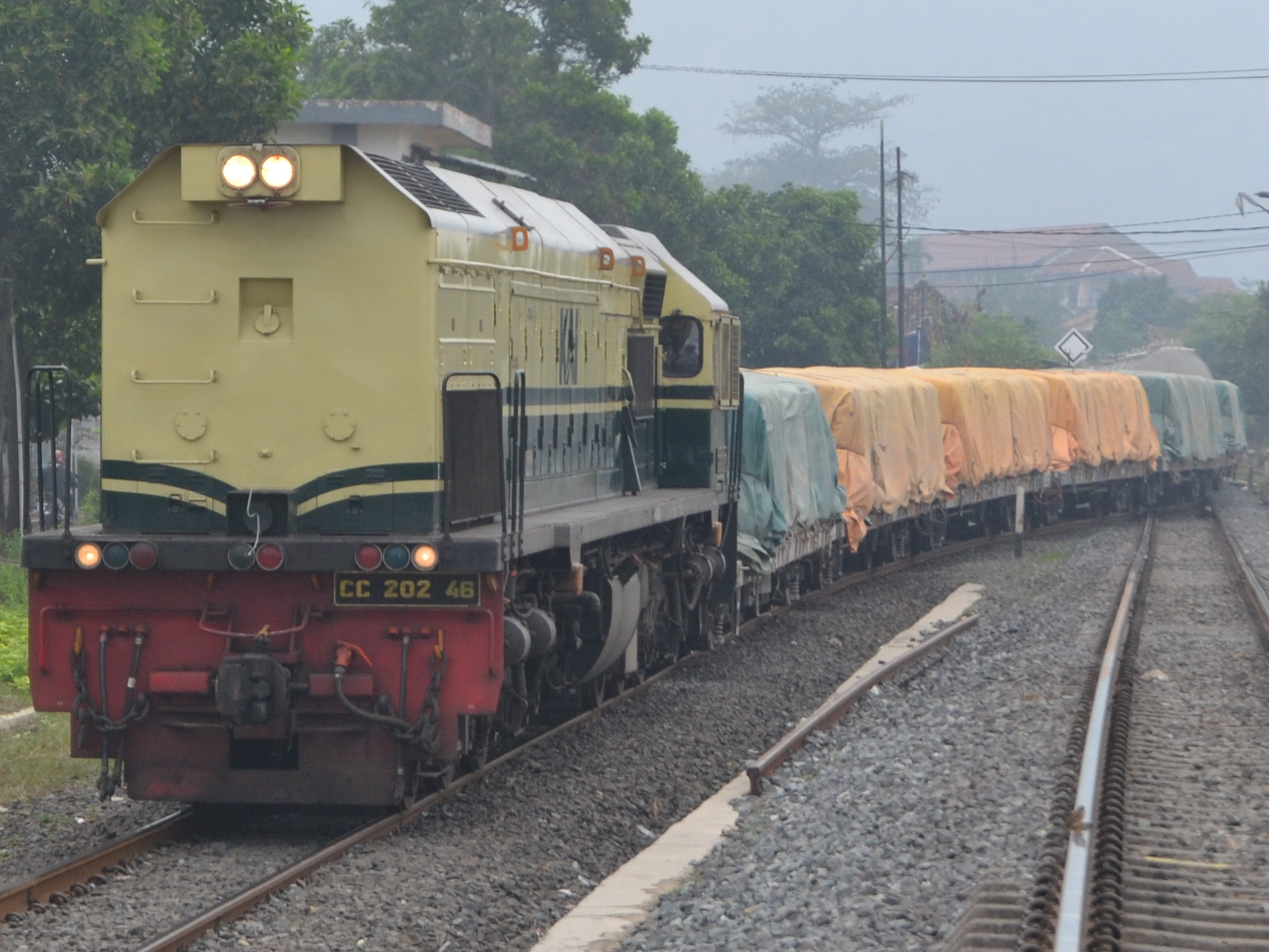
ティジャピダダ号を牽引するCC202 08 07号機（PJKA復刻塗装）
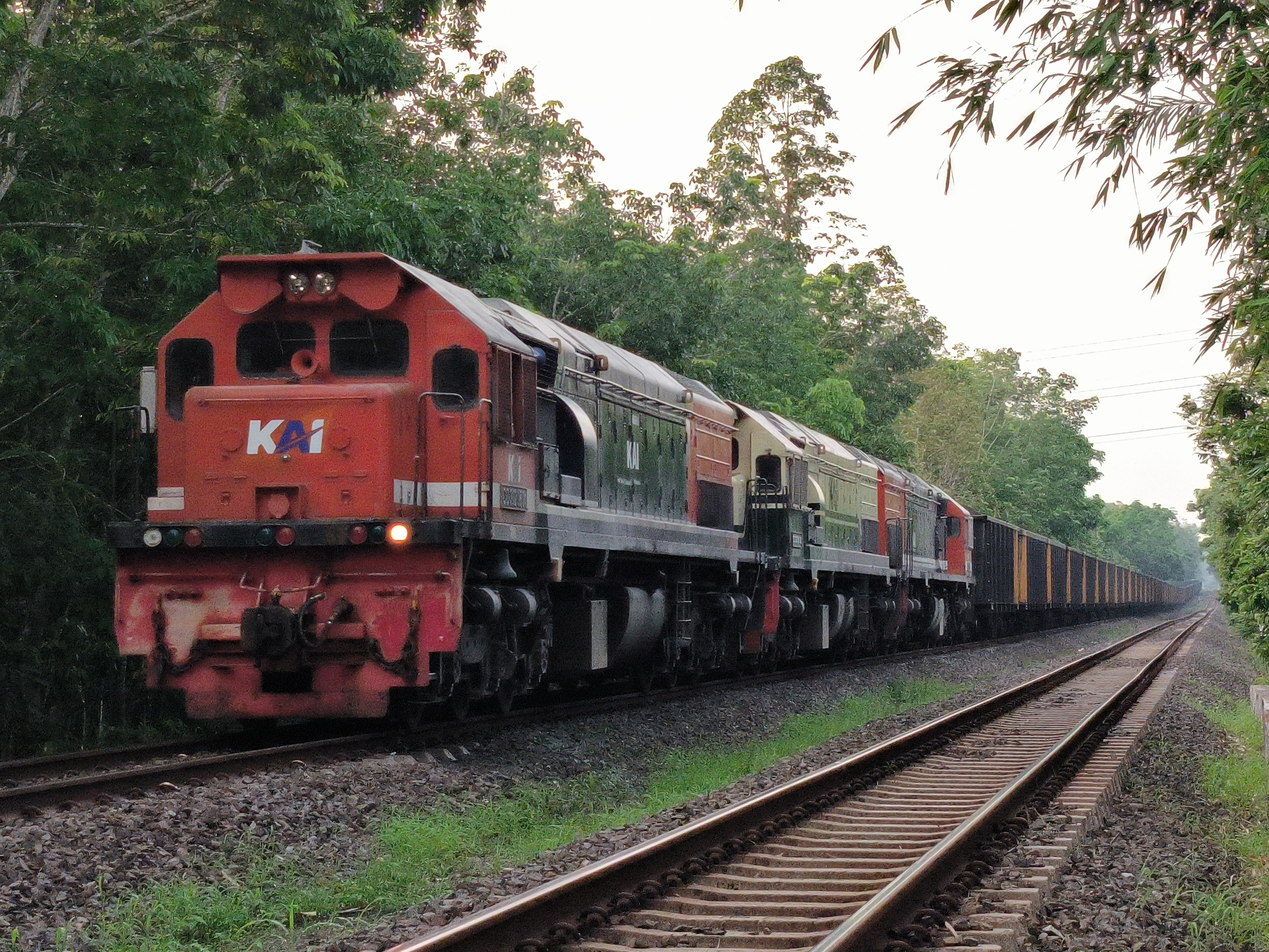
CC202 08 01, CC202 90 02, CC202 90 03号機が牽引するババランジャン号が信号により停止中